# Solothurner Literaturpreis
Der Solothurner Literaturpreis wird für hervorragende literarische Leistungen an deutschsprachige Autoren vergeben. Er ist mit 15'000 Franken dotiert (Stand: 2021) und wird alljährlich „für hervorragende literarische Leistungen an das Gesamtwerk eines deutschsprachigen Autors oder einer deutschsprachigen Autorin“ verliehen. Die Preissumme wurde bis 2021 von einer privaten Sponsorengruppe im Verein Solothurner Literaturpreis gestiftet; geplant ist, dass die Preisvergabe von dem bisherigen Trägerverein in die Verantwortlichkeit der Solothurner Literaturtage übergeht.
Der Preis ist nicht zu verwechseln mit dem Preis für Literatur des Kantons Solothurn.

## Preisträger
- 2025: Alain Claude Sulzer
- 2024: Anne Weber
- 2023: Gertrud Leutenegger
- 2022: keine Vergabe
- 2021: Iris Wolff
- 2020: Monika Helfer (Preisverleihung 2021)
- 2019: Karen Duve
- 2018: Peter Stamm
- 2017: Terézia Mora
- 2016: Ruth Schweikert
- 2015: Thomas Hettche
- 2014: Lukas Bärfuss
- 2013: Franz Hohler
- 2012: Annette Pehnt
- 2011: Peter Bichsel
- 2010: Ulrike Draesner
- 2009: Juli Zeh
- 2008: Jenny Erpenbeck
- 2007: Peter Weber
- 2006: Matthias Zschokke
- 2005: Kathrin Röggla
- 2004: Barbara Honigmann
- 2003: Hanna Johansen
- 2002: Erich Hackl
- 2001: Anna Mitgutsch
- 2000: Christoph Hein
- 1999: Birgit Vanderbeke
- 1998: Thomas Hürlimann
- 1997: Christoph Ransmayr
- 1996: Klaus Merz
- 1995: Wilhelm Genazino
- 1994: Monika Maron
- 1991: Ilse Aichinger[2]